# Sicherungsvertrag
Mit dem Sicherungsvertrag (auch: Sicherungsabrede oder Zweckerklärung) wird bei bestimmten Kreditsicherheiten zwischen Kreditgeber (meist ein Kreditinstitut) und dem Sicherungsgeber (beispielsweise dem Grundstückseigentümer bei einer Sicherungsgrundschuld) vereinbart, welche Forderung beziehungsweise welcher Kredit gesichert werden soll.

## Grundsätze
Es gibt eine Vielzahl von Kreditsicherheiten, bei denen man nicht erkennen kann, welcher Kredit (oder welche Forderung) durch diese Sicherheit gesichert werden soll. Es handelt sich dabei um abstrakte Kreditsicherheiten. Den Gegensatz hierzu bilden akzessorische Kreditsicherheiten, die Kraft Gesetzes nur eine ganz bestimmte Forderung sichern.
Der Sicherungsvertrag wird zwischen dem Sicherungsgeber (dem Verfügungsberechtigten über die Sicherheit) und dem Sicherungsnehmer, beispielsweise einer Bank bei einem Bankkredit, geschlossen. Er legt bei abstrakten Kreditsicherheiten fest, welche Forderung durch die Kreditsicherung gesichert werden soll.
Der Sicherungsvertrag bei abstrakten Kreditsicherheiten entspricht ursprünglich dem Rechtssicherheitsbedürfnis des Sicherungsgebers: Dieser soll davor geschützt werden, dass der Sicherungsnehmer die Kreditsicherheit verwertet, ohne dass es der eigentliche Zweck der Sicherheit erfordert. Der Sicherungsvertrag verbindet die abstrakte Sicherheit mit dem Sicherungszweck, d. h. mit der gesicherten Forderung (Kredit usw.). Der Sicherungsvertrag ist nicht gesetzlich geregelt; er stellt also im Regelfall einen Vertrag eigener Art im Sinne des § 311 Absatz 1 BGB dar. Er ist jedoch im Kreditwesen allgemein üblich.
Bei den Sicherungsverträgen wird zwischen einem engen und einem weiten Sicherungszweck unterschieden. Bei dem engen Sicherungszweck dient die Sicherheit nur zur Besicherung einer einzelnen Forderung, die auch Anlass der Sicherheitenbestellung gewesen ist; dies dient dem ursprünglichen Interesse des Sicherungsgebers. Der weite Sicherungszweck, bei dem der Sicherungszweck auch auf andere, nicht anlassbezogene Verbindlichkeiten ausgedehnt wird, dient dagegen dem Interesse des Sicherungsnehmers (etwa der Bank).
Juristisch bildet der Sicherungsvertrag den Rechtsgrund für die Kreditsicherheit. Man spricht auch von einem fiduziarischen Rechtsgeschäft.

## Anwendungsbereich
Abstrakte d. h. im obengenannten Sinne vereinbarungsbedürftige Kreditsicherheiten sind:
- die Sicherungsübereignung (typischer Fall: Sicherungsübereignung des Fahrzeugs bei der Kauffinanzierung)
- die Sicherungsabtretung (typischer Fall: Lohn- oder Gehaltsabtretung bei Ratenkrediten)
- die Grundschuld in Form der Sicherungsgrundschuld, lastend auf einem Grundstück (typischer Fall: Finanzierung eines Bauvorhabens)
- die Verpfändung (typischer Fall: Aktiendepot als Kreditsicherheit)

Mit diesen Sicherheiten wird üblicherweise ein Darlehensvertrag (§§ 488 ff. BGB, §§ 607 ff. BGB) besichert, aber auch Lieferantenkredite. Sie können aber auch zur Sicherung jeder anderen Forderung dienen.

## Verbraucherschutz
Die Gültigkeit der Sicherheitsbestellung ist aufgrund des Abstraktionsprinzips nicht von der Gültigkeit des Sicherungsvertrags abhängig. Allerdings kann beim Vorliegen von Fehleridentität auch das kreditsichernde Verfügungsgeschäft, beispielsweise die Sicherungsübereignung, unwirksam sein. Fehleridentität liegt vor, wenn der den Sicherungsvertrag betreffende Nichtigkeitsgrund auch das kreditsichernde Verfügungsgeschäft erfasst, so beispielsweise bei Geschäftsunfähigkeit des Sicherungsgebers. Darüber hinaus kann rechtsgeschäftlich die Wirksamkeit des Sicherungsvertrages zur Bedingung für die Wirksamkeit des Sicherheitsbestellungsgeschäft gemacht werden. Umstritten ist jedoch, ob diese Möglichkeit auch für die Sicherungsgrundschuld gilt.
Ist der Sicherungsgeber gleichzeitig der Darlehensnehmer, wird der Sicherungsvertrag als Nebenabrede eines Darlehensvertrag verstanden. In diesen Fällen handelt es sich nicht um einen eigenständigen Vertrag nach § 311 Abs. 1 BGB, sondern um einen Bestandteil des Darlehensvertrags. Die Folge: Ist der zugrundeliegende Kreditvertrag nichtig, beispielsweise wegen Kreditwuchers, dann ist auch der Sicherungsvertrag unwirksam.
Der Sicherungsvertrag kann auch wegen Sittenwidrigkeit (§ 138 BGB) unwirksam sein, wenn zwischen dem Wert der realisierbaren Sicherheit und dem gesicherten Kredit ein „auffälliges Missverhältnis“ besteht (anfängliche Übersicherung). Die juristische Fachliteratur nimmt eine Übersicherung dann an, wenn der realisierbare Wert der Kreditsicherheiten das Doppelte der gesicherten Forderung beträgt. Der Kreditvertrag selbst bleibt hierbei wirksam.
Umgekehrt gilt: Ist der Sicherungsvertrag ungültig, bleibt das Kreditsicherungsgeschäft normalerweise bestehen, allerdings ist der Rechtsgrund für die Kreditsicherheit weggefallen. In diesem Fall kann der Sicherungsgeber verlangen, dass ihm die Sicherung zurück zu übertragen ist, was rechtlich den Regeln der ungerechtfertigten Bereicherung folgt (§§ 812 ff. BGB).
Die Sicherungsverträge werden in der Regel von den Kreditgebern aufgestellt und sind dann als Allgemeine Geschäftsbedingungen der Kreditinstitute anzusehen, sie unterliegen daher einer Inhaltskontrolle. 
Kritisch sind Vertragsklauseln, die den Sicherungszweck über den ursprünglichen Anlass der Sicherheitenbestellung hinaus erweitern, beispielsweise auf „die gesamte Geschäftsbeziehung“ (weite Zweckerklärung). Die Rechtsprechung hat in teilweise sehr einzelfallbezogener Rechtsprechung derartige Klauseln für unwirksam erklärt.
Bei Fremdsicherheiten (der Sicherungsgeber ist nicht Kreditnehmer) werden Klauseln in den Sicherungsverträgen als kritisch angesehen, die eine über den eigentlichen Sicherungszweck des Sicherungsvertrags hinausgehende persönliche Haftung des Sicherungsgebers (wenn er eine Privatperson ist) begründen sollen.

## Rückgewähr der Sicherheit
Die Besonderheit der abstrakten Sicherheit ist, dass diese nicht automatisch erlischt, wenn die gesicherte Forderung zurückgezahlt oder auf andere Weise erloschen ist. Der Sicherungsvertrag enthält daher auch Regelungen, wann und wie die Sicherheit dem Sicherungsgeber zurückzugewähren ist (Rückgewähranspruch oder auch Rückübertragungsanspruch).
Die Rückgewähr erfolgt bei
- der Sicherungsübereignung durch Rückübereignung an den Sicherungsgeber oder einen von ihm benannten Dritten
- der Sicherungsabtretung durch Rückabtretung an den Sicherungsgeber oder einen von ihm benannten Dritten
- der Sicherungsgrundschuld nach Wahl des Sicherungsgebers durch Löschungsbewilligung, Abtretung an den Grundstückseigentümer oder einen von ihm benannten Dritten
- der Verpfändung durch Aufhebungserklärung des Pfandrechtsinhabers

Insbesondere bei älteren Sicherungsverträgen, die durch den Kreditgeber inhaltlich vorgegeben werden, ist das Wahlrecht des Sicherungsgebers hinsichtlich der verschiedenen Rückgewähralternativen meist eingeschränkt. Die Rechtsprechung hat diese Einschränkungen teilweise für unwirksam erklärt.  
Der Rückgewähranspruch des Sicherungsgebers wird sukzessive mit der Tilgung des gesicherten Kredits fällig. Den nicht mehr valutierenden Teil der Grundschuld hat die Bank dem Sicherungsgeber freizugeben, damit dieser den freigewordenen Teil anderweitig als Kreditgrundlage benutzen kann. Erfolgt trotz Geltendmachung keine Freigabe steht dem Sicherungsgeber mindestens ein Zurückbehaltungsrecht (Einrede des nichterfüllten Rückgewähranspruchs) zu, gegebenenfalls auch Schadensersatz. Diese Ansprüche können einer etwaigen Zwangsversteigerung durch den Sicherungsnehmer entgegengesetzt werden. Der Rückgewähranspruch kann durch Allgemeine Geschäftsbedingungen nicht ausgeschlossen oder eingeschränkt werden.